# Hexatoma (Eriocera) sincera
Hexatoma (Eriocera) sincera is een tweevleugelige uit de familie steltmuggen (Limoniidae). De soort komt voor in het Oriëntaals gebied.